# Rudolf Ernst Keller

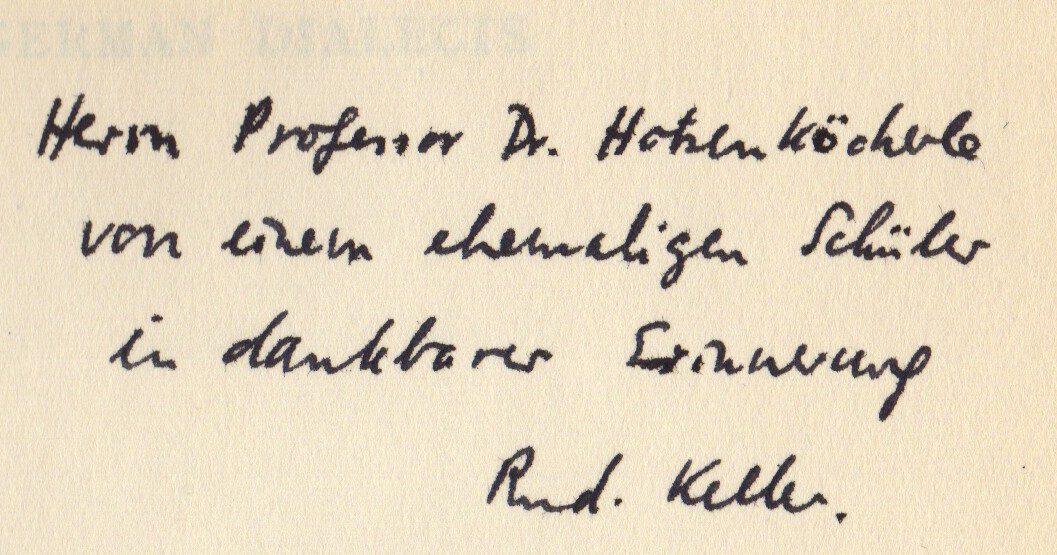
Widmung von Rudolf Ernst Keller für Rudolf Hotzenköcherle in seinem Buch German Dialects
(Bibliothek des Schweizerischen Idiotikons, Zürich)

Rudolf Ernst Keller, im persönlichen Verkehr Ruedi Keller, (* 3. März 1920 in Winterthur; † 19. Oktober 2014 in Altrincham, Cheshire) war ein Schweizer Germanist, der 1960–1982 an der Universität Manchester (Grossbritannien) den Lehrstuhl für deutsche Sprache und ältere deutsche Literatur innehatte. Bekanntheit erreichten sowohl seine sprachgeschichtlichen Arbeiten wie auch seine Untersuchungen zur deutschen Umgangssprache und den deutschen Dialekten.

## Leben
Keller wuchs in Winterthur auf, besuchte da die Kantonsschule und studierte von 1939 bis 1944 an der Universität Zürich Anglistik und Germanistik. Seine Lehrer waren unter anderem Eugen Dieth, Rudolf Hotzenköcherle, Manu Leumann, Otto Gröger und Manfred Szadrowsky. 1944 promovierte er bei Eugen Dieth mit einer Dissertation über Die Ellipse in der neuenglischen Sprache als semantisch-syntaktisches Problem. Anschliessend arbeitete er zwei Jahre als Lehrer in seiner Heimatstadt, ehe er nach England übersiedelte.
1946 wurde Keller an der Universität Manchester als «Lecturer» und 1947 als «Assistant Lecturer» angestellt. 1949 machte er in Manchester den M. A., arbeitete bis 1952 als «Lecturer» am Royal Holloway College der Universität London und darauf bis 1959 als «Senior Lecturer» wieder in Manchester. 1960 erhielt er daselbst den «Henry Simon Chair of German Language and Medieval German Literature», den er bis zu seiner Emeritierung 1982 innehatte. Während dieser Zeit wurde die germanistische Abteilung der Universität Manchester eine der grössten und erfolgreichsten in ganz Grossbritannien; Mitte der 1980er-Jahre wurden fünf von neun vakant gewordene germanistische Lehrstühle mit Absolventen aus Manchester besetzt.
1968 bis 1970 wirkte Keller auch als Dekan seiner Fakultät und von 1976 bis 1979 als Pro-Vizekanzler der Universität.
Keller war eines der ersten korrespondierenden Mitglieder des Instituts für Deutsche Sprache in Mannheim, das in Grossbritannien lehrte. 1981 zeichnete das Goethe-Institut Keller für seinen positiven Beitrag zur «Vertiefung eines lebendigen und fruchtbaren Dialogs zwischen Grossbritannien und der Bundesrepublik Deutschland» mit der «Goethe-Medaille» aus, und 1990 wurde er mit einer «Special Number» der Zeitschrift German Life and Letters geehrt.

## Forschung
Keller publizierte über die deutsche Sprache im Allgemeinen, über die deutsche Umgangssprache, die deutschschweizerische Diglossie und über deutsche Dialekte. Überdies war es ihm ein Anliegen, in Grossbritannien das Verständnis für die deutsche Sprache und Kultur zu fördern.
Seine Arbeiten über das gesprochene Deutsch übten in Deutschland grossen Einfluss auf die germanistische Forschung aus und bewirkten dort zahlreiche weitere Untersuchungen zum Thema.
Das Werk German Dialects. Phonology and Morphology von 1961 (Nachdruck 1979) war die erste umfassende Darstellung deutscher Dialekte in englischer Sprache und fand auch im deutschen Sprachraum viel Anerkennung. Für den Linguisten William G. Moulton war es ein «excellent book […] so good that one cannot help wishing there were even more of it». Darin stellte er das Laut- und Formensystem von acht Dialekten synchron und diachron vor – Zürichdeutsch, Berndeutsch, Nordelsässisch, Hessisch (um Darmstadt), Oberösterreichisch, Luxemburgisch, Westfälisch (Münsterland) und Nordsächsisch (Niederelbe bei Hamburg) –, ergänzt um je einen transkribierten Text und ein Glossar. Weitere dialektologische Veröffentlichungen handelten etwa vom Lautsystem des Niederalemannischen und vom hochalemannischen Dialekt von Jestetten (Südbaden).
Zuspruch fand auch seine Sprachgeschichte The German Language von 1978, die sich sowohl an den Germanistikstudenten als auch an den interessierten Laien richtet. Die von Karl-Heinz Mulagk angefertigte Übersetzung ins Deutsche (Die deutsche Sprache und ihre historische Entwicklung) erreichte zwei Auflagen (1986 und 1995).

## Publikationen (Auswahl)
Monographien
- Die Ellipse in der neuenglischen Sprache als semantisch-syntaktisches Problem. Gehring, Winterthur 1944 (zugl. Diss. Univ. Zürich).
- German Dialects. Phonology and Morphology. With selected texts. Manchester University Press, Manchester 1961, Nachdruck 1979.
- Jestetten, Kreis Waldshut. Niemeyer, Tübingen 1970 (Phonai, Deutsche Reihe, Band 7), S. 11–89.
- The German Language. Faber and Faber, London 1978 (The Great Languages).
  - Deutsche Ausgabe: Die deutsche Sprache und ihre historische Entwicklung. Bearbeitet und übertragen aus dem Englischen, mit einem Begleitwort sowie einem Glossar versehen von Karl-Heinz Mulagk. Buske, Hamburg 1986, 2., unveränderte Auflage 1995.

Aufsätze
- Die Bewahrung der alten Hochzungenvokale im Niederalemannischen. In: ZMaF 29 (1962), S. 329–340.
- Zur Phonologie der hochalemannischen Mundart von Jestetten. In: Phonetica 10 (1963), S. 51–79.
- The Language of the Franks. In: BJRL 47 (1964), S. 101–122.
- Some Problems of German Umgangssprache. In: TPhS (1966), S. 88–106.
- Der Umwandlungsprozeß eines mundartlichen Lautsystems. In: Verhandlungen des 2. Internationalen Dialektologenkongresses. Band 2. Hrsg. vom Ludwig Erich Schmitt. Steiner, Wiesbaden 1967, S. 446–451.
- Diaglossia in German-Speaking Switzerland. In: BJRL 56 (1973), S. 130–149.
- Spoken German. In: BJRL 64 (1981), S. 117–140.
- The Impact of Ideology on the German Vocabulary. In: TPhS (1981), S. 118–135.

## Weblink
- Publikationen von und über Rudolf Ernst Keller im Katalog Helveticat der Schweizerischen Nationalbibliothek